# Aplidium petrense
Aplidium petrense is een zakpijpensoort uit de familie van de Polyclinidae. De wetenschappelijke naam van de soort is voor het eerst geldig gepubliceerd in 1916 door Michaelsen.